# 第二次世界大戦前の日本の女性飛行士

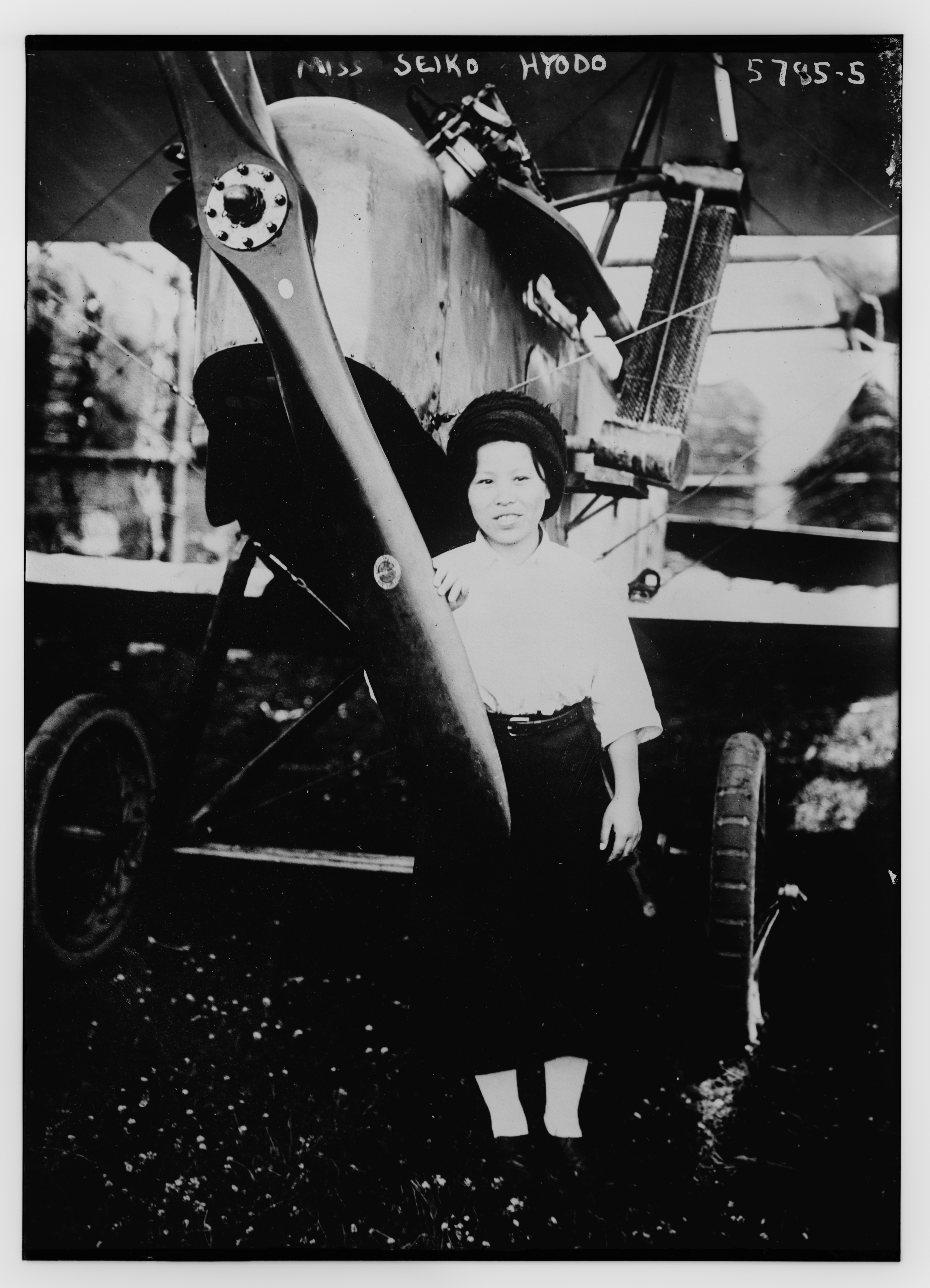
日本人女性として初めて飛行士免許を取得した兵頭精。

第二次世界大戦前の日本の女性飛行士（だいにじせかいたいせんぜんのにほんのじょせいひこうし）では、大正時代から昭和戦前期（1910年代 - 1930年代）にかけての日本の女性パイロット（植民地出身者を含む）について取り上げる。
日本の航空法に基づく飛行士免許を最初に取得した女性は、1923年（大正11年）3月31日に三等飛行機操縦士免許を取得した兵頭精である。第二次世界大戦以前（以後、単に「戦前」と記す）の日本において、30人程度の女性が飛行士の免許を取得したとみられる。しかし、旅客や貨物の運送営業に必要な一等飛行機操縦士の受験資格は認められておらず、女性がパイロットを職業とすることはできなかった。1930年代の末頃から、日中戦争を背景に「銃後」を守る役割が女性に強調されるようになると、女性は操縦桿から遠ざけられた。
航空における女性 (Women in aviation) などの項目も参照。

## 歴史

### 兵頭精に先行する飛行者たち

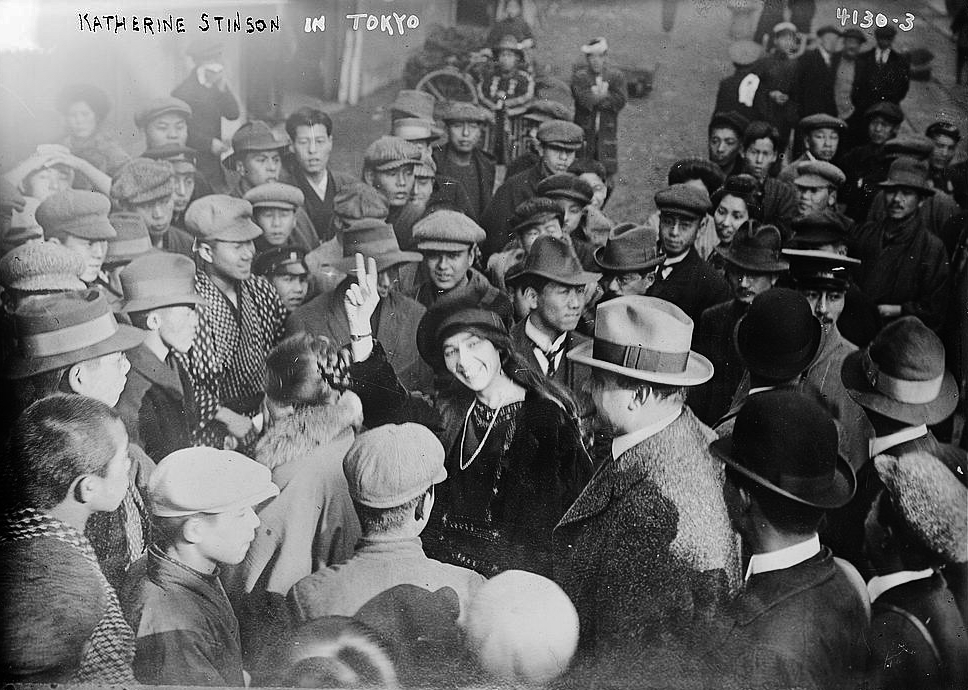
1916年に訪日したスティンソン。東京駅にて。

「はじめて飛行機を操縦した日本人の女性」という点では、1912年（明治45年/大正元年）にアメリカ合衆国で訓練飛行を行った南地よねが挙げられる。よねは免許取得には至らなかったが、兵頭に先行する「日本最初の女性パイロット」として取り上げる書籍もある。
「日本の空で初めて飛行を行った女性飛行家」は、1916年（大正5年）12月に日本を訪れたキャサリン・スティンソン（アメリカ合衆国で4人目の女性パイロット）という。宙返り飛行などの興行を行ったスティンソンは、熱烈な歓迎を受け、アイドル的な人気を得たとともに、空を自在に飛ぶ乗り物を操るその姿は「新しい時代を担う自由な女性」として注目を集めた。与謝野晶子はスティンソンの偉業を讃える文章を著した。
「日本で飛行士資格の取得を目指して練習生になった女性」としては上野艶子が挙げられる。上野は日本飛行学校で練習を行い、1917年に卒業したが、免許取得には至らなかった。

### 女性飛行士の誕生
1921年（大正10年）、航空法（大正10年法律第54号）が制定された。1922年（大正11年）3月31日、兵頭精が三等飛行機操縦士資格を取得し、日本初の女性飛行士となる。
旅客や貨物の運送営業には一等飛行機操縦士の資格が必要であったが、女性には一等飛行機操縦士の受験資格は認められていなかった。このため、女性がパイロットを職業とすることはできなかった。
1927年（昭和2年）の航空法施行規則（昭和2年逓信省令第8号）では、三等飛行機操縦士免許の規定が消滅した。ただし、当分の間の措置として、別個に「三等飛行機操縦士免許規則」（昭和2年逓信省令第12号）が定められた。

### 帝国と女性飛行士

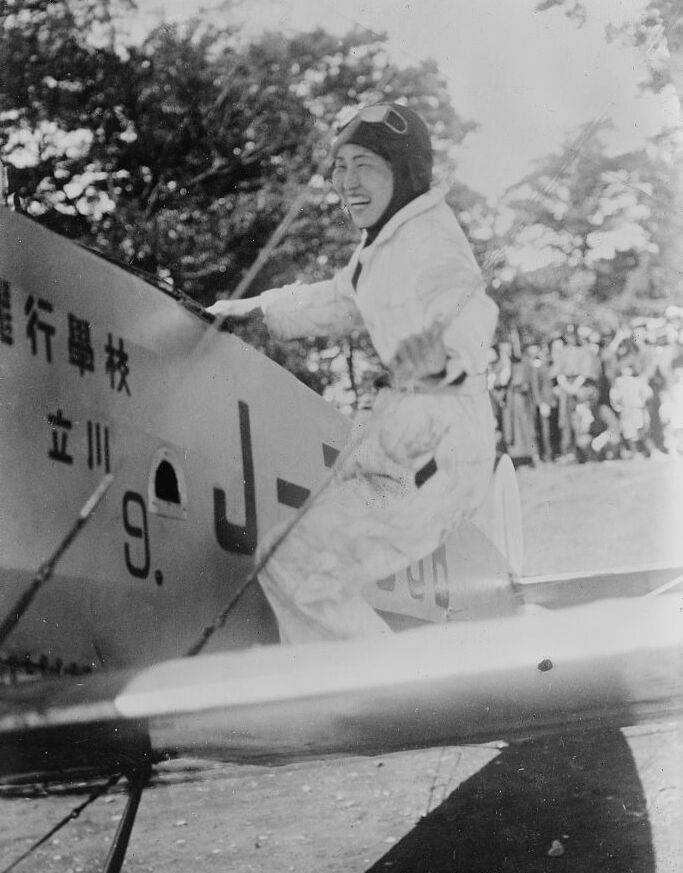
朴敬元。

1931年（昭和6年）9月に満洲事変が勃発、1932年（昭和7年）に日本は「満洲国」を建国した。満洲をめぐる日本の一連の動きは、国際関係に緊迫を与え、日本は国際連盟を脱退するに至る。日本の女性飛行士は日本本土から海峡を越えて「外地」に渡る飛行をまだ行っておらず、海外飛行の実現は大きな挑戦課題であったが、こうした時代背景は女性飛行士の海外飛行が「日満親善」「内鮮満一体」といった国策宣伝の材料となる側面も生じることとなった。
朴敬元はかねてより朝鮮半島への飛行を希望していたが、名古屋新聞（中日新聞の前身）主催して飛行士を募集していた「日満親善飛行」は一等飛行機操縦士に応募資格を限定しており、女性であるために一等飛行機操縦士資格が得られない朴敬元には開かれていなかった。1933年（昭和8年）に朴敬元は「皇軍慰問飛行」名目での飛行の機会を得た。しかし8月7日の離陸後間もなく、朴敬元の「青燕」号は伊豆半島の玄岳（熱海市上多賀地区）に墜落した。日本の女性飛行士としては初の死者である。人望の厚かった朴敬元の墜落死は日本の女性飛行士に大きな衝撃を与えた。
1934年（昭和9年）7月、現役女性二等飛行士6人は「日本女子飛行士クラブ」を結成した。日本女子飛行士クラブは「日本の航空法規で一等飛行士になれないのは不公平だと、機会均等のスローガンを掲げ」たという。メンバーは馬淵テフ子、長山きよ子（雅英）、松本キク（きく子）、正田マリエ、上仲鈴子、梅田芳江で、当時の新聞記事によればこの6人が当時現役であった女性二等飛行士の全員であるという。
日本の女性飛行士の初の海外飛行は、「日満親善飛行」として1934年（昭和9年）10月、松本キクの「白菊」号と馬淵テフ子の「黄蝶」号によって実現される。
しかし1930年代後半に入ると、女性が飛行機に乗ることは認められなくなった。松村（2013年）は1939年（昭和14年）10月の新聞記事に、女性飛行士は非国策的であり、育成のために貴重なガソリンを浪費するわけにはいかないから「女性は地上に還ってもらわねば」という文言があることを紹介している。

### NHK連続テレビ小説『雲のじゅうたん』にともなう注目
1976年に放送されたNHK連続テレビ小説『雲のじゅうたん』（主演: 浅茅陽子）は、大正・昭和期を舞台として女性飛行士を扱ったドラマで、好評を博した。これとともに、戦前の女性飛行士たちに改めて大きな注目が集まった。放送当時は、兵頭精、木部シゲノ、前田あさの（龍あさの）、今井小まつ（西原小まつ）、松本キク（西崎キク）、馬淵テフ子、及位野衣などが存命であり、主人公の「モデル」と取り沙汰された。
「モデル」探しの過熱もあったとされ、またドラマが特定の人物の生涯と過度に結び付けて論じられることに配慮したためか、1976年時点で脚本の田向正健は「あくまでもオリジナル作品で、特定のモデルはいない」と強調している。なお、2020年時点でNHKは、「ヒロインのモデルとなった人物は日本初の女性飛行士をはじめ複数いたそうだ」と記している。

## 日本の免許を取得した女性飛行家一覧
基本的には、村山茂代（2007年）が紹介している、『ヒコーキ野郎』1977年6月号掲載の「戦前の女性飛行士一覧表」（日本婦人航空協会監修）に依拠しており、おおむね免許取得順に並べている。「戦前の女性飛行士一覧表」では北村兼子が記されていないなどの遺漏もあるため、出典を付して補っている。個別記事が存在する人物については略述するにとどめる。詳細は個別記事を参照されたい。
兵頭精
1899年（明治32年）、愛媛県北宇和郡好藤村（現在の鬼北町）生まれ。伊藤飛行機研究所（千葉県津田沼）に学ぶ。1922年（大正11年）3月31日に三等飛行機操縦士資格を取得し、日本初の女性飛行士となる。しかし、まもなく航空界を去った。1980年没。
山中フサ子
1907年（明治40年）7月生まれ、東京出身。福長飛行場（静岡県掛塚）で学ぶ。1924年（大正13年）に三等飛行機操縦士資格を取得。
『読売新聞』1925年（大正14年）12月4日付の前田あさのの三等操縦士資格挑戦に関する新聞記事では、前田が合格すれば女性三等飛行士は木部と2人になる、とある。『読売新聞』記事や「戦前の女性飛行士一覧表」記載の取得日に誤りが無ければ、これ以前に航空界を去っていることになる。
木部シゲノ
1903年（明治36年）11月、福岡県築上郡八屋町（現在の豊前市）生まれ。子供時代には家族と共に朝鮮に渡る。航空を志して1923年に東京に出、運送会社に務めながら第一航空学校（蒲田）に学ぶ。1925年（大正14年）に三等飛行機操縦士資格を、1927年（昭和2年）8月22日、二等飛行機操縦士資格を取得。最初の女性二等飛行機操縦士となる。戦後は及位野衣らと日本婦人航空協会を設立。1980年没。
前田あさの（龍あさの）
1906年（明治39年）11月、奈良県山辺郡福住村（現在の天理市）生まれ。日本飛行学校に学ぶ。1925年（大正14年）12月14日、三等飛行機操縦士資格を取得。4人目の女性飛行家となる。1928年（昭和3年）には二等飛行機操縦士免許を取得したという。1930年（昭和5年）に結婚し航空界を引退。1979年没。
今井小まつ（西原小まつ）
1899年（明治32年）8月生まれ。本籍地は京都府。福長飛行機研究所（静岡県掛塚）に学ぶ。1927年（昭和2年）11月12日、二等飛行機操縦士資格を取得。「雲井龍子」のペンネームで航空作家としても活動。1937年（昭和12年）、西原亀三と結婚。戦後は日本婦人航空協会（現・日本女性航空協会）理事長などを務めた。1984年没。
古川キク
1908年（明治41年）生まれ。本籍地は福島県。東亜飛行専門学校に学ぶ。1927年（昭和2年）5月31日、三等飛行機操縦士資格を取得。
藤井ヤエ
1905年（明治38年）5月生まれ。本籍地は熊本県。第一航空学校に学ぶ。1927年（昭和2年）7月31日、三等飛行機操縦士資格を取得。
米山イヨ（旦代イヨ）
1907年（明治40年）1月生まれ。本籍地は北海道。看護師を務めていた。東亜飛行専門学校に学ぶ。1927年（昭和2年）5月31日、三等飛行機操縦士資格を取得。まもなく東亜飛行専門学校の教官であった旦代次雄飛行士と結婚し、飛行機で里帰りをしたという。
朴敬元
1900年（明治33年）6月生まれ。本籍地は朝鮮。日本飛行学校に学ぶ。1928年（昭和3年） 7月31日、二等飛行機操縦士資格を取得。1933年8月7日に玄岳で墜落死。
藪内光子
1909年（明治42年）8月生まれ。本籍地は兵庫県。名古屋飛行学校に学ぶ。1929年（昭和4年）3月19日、二等飛行機操縦士資格を取得。
鈴木しめ（近藤しめ）
1909年（明治42年）2月生まれ。本籍地は茨城県。名古屋飛行学校に学ぶ。1929年（昭和4年）3月19日、二等飛行機操縦士資格を取得。飛行学校で助教を務めたという。
本登勝代（佐藤勝代）
1906年（明治39年）7月生まれ。山形県飽海郡上田村（現在の酒田市）生まれ。父は宮大工。小学校卒業後、姉の嫁ぎ先の医院で看護師などの仕事をしたが、活発な性格で医院のバイクを乗り回していた。新聞で木部シゲノの記事を見て空を志したといい、医師である義兄の支援を受けて1927年に第一航空学校（前橋）に入校したあと、日本飛行学校（立川）に移る。1929年（昭和4年）10月12日、三等飛行機操縦士資格を取得した。1932年（昭和7年）、鶴岡出身のパイロットである佐藤正と結婚し家庭に入る。1983年（昭和58年）没。
李貞喜
1910年1月、ソウルに生まれる。淑明女学校普通科在学中の1922年12月に「故国訪問飛行」を行った安昌男（朝鮮人初の飛行士）の飛行大会を見て空を志したという。1926年、名古屋飛行学校の「冒険飛行団」の朝鮮巡回に際し、御原福平校長に面会して「冒険飛行団」への参加を許され、巡業に参加して「朝鮮人女性飛行士」とメディアに取り上げられた。1926年に渡日して日本飛行学校に学ぶ。1927年11月、三等飛行機操縦士資格を取得し、「日本最年少の女性飛行士」として注目を集めた。1929年（昭和4年）7月3日、二等飛行機操縦士資格を取得したが、主に経済的な理由から航空界を離れ、石井漠舞踊団に参加して舞踊家になったり、朝鮮に帰ってタクシー運転手になったりとさまざまな職についた。1934年、朴敬元の死の報を受けたことを契機として航空界に戻ることを強く志し、朴敬元が果たせなかった「内鮮満連絡飛行」を実現すべく奔走し、各界からの支援を取り付けたが、機体の故障などにより飛行は実現しなかった。その後は朝鮮総督府の嘱託となり、京城飛行場で航空関連の仕事をしていた。
第二次世界大戦後は南部朝鮮（韓国）で航空団体に関わる。1949年1月に大韓民国陸軍で航空中尉に任官して新設の「女子航空隊」の隊長になったという（「韓国空軍最初の女性軍人」とされる。大韓民国空軍は1949年10月設立）。1950年6月に朝鮮戦争が勃発すると、ソウルを占領した北朝鮮人民軍に身柄を拘束され、拉致された。同様に北に拉致された黄信徳（女性、教育家・政治家）が1950年7月末頃に平壌郊外の監獄で李貞喜に会ったと著書『平壌脱出記』で記している。黄信徳はその後平壌を脱出しており、李貞喜のその後は不明。黄信徳は、李貞喜がその後処刑された可能性が高いという見解を示している。
上仲鈴子
1912年（明治45年）2月生まれ、岐阜県出身。日本軽飛行機倶楽部に学ぶ。「戦前の女性飛行士一覧表」によれば1930年（昭和5年）10月30日、二等飛行機操縦士資格を取得したとあるが、時期については1931年（昭和6年）ないしは1932年（昭和7年）とする説もある（上仲鈴子の項目参照）。1935年（昭和10年）に航空界を引退。後半生は日本舞踊家・三味線奏者として芸道に生きた。1973年没。
北村兼子
1903年（明治36年）生まれ、大阪府出身。ジャーナリストとして活動し、女性の地位向上を訴える。1930年（昭和5年）12月、日本飛行学校に入学。1931年（昭和6年）7月6日、「パイロット資格」（二等飛行機操縦士資格）を取得した。ヨーロッパへの飛行を準備していたが、虫垂炎手術の予後が悪く同年7月26日に急逝した。
梅田芳江（久富芳江）
1915年（大正4年）12月生まれ、東京出身。第一航空学校に学ぶ。1931年（昭和6年）10月26日、二等飛行機操縦士資格を取得。
正田マリエ（秋谷マリエ）
1907年（明治40年）8月生まれ。オーストリア・ウィーン生まれ。『日伯新聞』1931年9月17日付記事によれば旧名は「ベドウフマイー」とある。プラハの大学で日本人正田政雄と出会い結婚。1926年（大正15年）に来日し、日本国籍を取得した。正田政雄は群馬県出身（「戦前の女性飛行士一覧表」ではマリエの「出身地」（本籍地と見られる）を茨城県とする）。しかし1927年（昭和2年）に死別。一旦は帰国したものの「子供恋しさに」再び日本に戻ったという。ドイツ語の家庭教師などをしていたが、ブルース夫人（1930年）やエミー・ジョンソン（1931年）の来日飛行に触発され飛行家を志した。日本飛行学校に学び、1932年（昭和7年）9月27日、二等飛行機操縦士資格を取得。
松本キク（西崎キク）
1912年（明治45年）11月生まれ、埼玉県出身。安藤飛行機研究所に学ぶ。1933年（昭和8年）8月17日、二等飛行機操縦士資格を取得。女性水上飛行機操縦士第1号。1934年、海外に飛行した初の女性飛行士の一人。1979年没。
長山きよ子
1911年（明治44年）7月生まれ、京都府出身。女学校の体操教師となるが、パラシュート降下の実演者（「パラシュート・ガール」）となる。第一航空学校に学ぶ。1933年（昭和8年）10月10日、二等飛行機操縦士資格を取得。1934年（昭和9年）の「満州国建国親善飛行」では馬淵テフ子と同乗する予定であったが、9月に練習中の事故によって瀕死の重傷を負った。晩年は馬淵テフ子とともに暮らした。
馬淵テフ子
1911年（明治44年）6月生まれ、秋田県鹿角郡出身（出生地は青森県弘前市）。日本女子体育専門学校（現・日本女子体育大学）に学び教員になるが、体専の同級生であった長山きよ子に誘われて空を目指す。教職を続けながら亜細亜航空学校に学び、1933年（昭和8年）9月に三等飛行機操縦士資格、1934年（昭和9年）3月31日に二等飛行機操縦士資格を取得。1934年（昭和9年）10月、「黄蝶号」で「満州国建国親善飛行」を行い、松本キクとともに海外に飛行した初の女性飛行士の一人となった。1985年没。
木下喜代子（古閑喜代子）
1914年（大正3年）4月生まれ、東京府出身。亜細亜航空学校に学ぶ。1935年（昭和10年）4月11日、二等飛行機操縦士資格を取得。練習生仲間であった古閑達也飛行士と結婚。
西村阜子（田中阜子）
1914年（大正3年）1月生まれ、埼玉県川越出身。田中飛行研究所に学ぶ。1935年（昭和10年）11月26日、二等飛行機操縦士資格を取得。女優でもあり、1937年には航空映画『翼の世界』（日活多摩川製作）に出演するなど「女優飛行士」として注目された。夫は田中飛行研究所を設立し、戦後には「鶏明社」などを組織した田中不二雄。
久岡秀子（横山秀子）
1919年（大正8年）3月生まれ、東京府出身。父は銀座風月堂を開いた久岡松楠。日本飛行学校に学ぶ。1936年（昭和11年）11月4日、二等飛行機操縦士資格を取得。戦後は家業の再建の傍ら、航空にも関わり、1956年には米軍に申請し、ジョンソン基地（入間基地）で米軍のF-104を操縦し、ジェット機を操縦する夢をかなえた。
及位野衣
1916年（大正5年）9月、秋田県山本郡生まれ、角館町で幼少期を過ごし、山形県で成長。第一航空学校に学ぶ。1937年（昭和12年）10月15日、二等飛行機操縦士資格を取得。戦後も飛行士として活動。2005年没。
島田てる子
生年・出身地・出身校不明。1939年（昭和14年）3月15日、二等飛行機操縦士資格を取得。
芦沢京子（浜田京子）
1919年（大正8年）2月生まれ、山梨県出身。山梨飛行学校で学ぶ。1939年（昭和14年）6月13日、二等飛行機操縦士資格を取得。
西尾恵美子
1920年（大正9年）8月生まれ、長崎県出身。日本飛行学校に学ぶ。1939年（昭和14年）5月1日、二等飛行機操縦士資格を取得。
金福男
1915年頃の生まれ。朝鮮・咸鏡南道出身。1935年、東京飛行学校（洲崎）に入学、1938年に帝国飛行学校（津田沼）に移る。1939年、二等飛行士となる。故郷訪問飛行を実現させようとしていたが、1939年末に死去したという。
松平和子
1921年（大正10年）11月生まれ、東京府出身。「戦前の女性飛行士一覧表」によれば「日本軽飛行機倶楽部」に学び、1940年（昭和15年）2月、二等飛行機操縦士資格を取得したとある。
1938年の新聞記事によれば、「松平頼寿伯爵の令嬢」で、従兄弟（松平清）が二等飛行士になったことを契機に空を志したという。大日本飛行少年団グライダー部（千葉県松戸に専用滑空場を設けていた）の練習生となる。1938年（昭和13年）6月の新聞報道によれば、和子は大日本飛行少年団グライダー部の教官補を務めており、昨年（1937年）に白百合高等女学校を中退して日本飛行学校に入学し、飛行士免状取得を目指しているとある。『大日本飛行少年団拾年史』によれば、1940年（昭和15年）4月9日に二級滑空士免状、同年8月21日に一級滑空士免状を取得。1941年（昭和16年）1月時点で大日本飛行少年団グライダー部の「指導者」の一人を務めており、資格として「二等飛行士 一級滑空士」と記されている。